# Monolepta zonalis
Monolepta zonalis es una especie de insecto coleóptero de la familia Chrysomelidae.
Fue descrita científicamente en 1963 por Gressitt y Kimoto.